# Fédération écossaise de rugby à XV
La Scottish Rugby Union (SRU) est la fédération chargée d’organiser et de gérer le rugby à XV en Écosse.
Le SRU dirige les équipes nationales écossaises, et chapeaute les compétitions de clubs (242 lui sont affiliés) chez les hommes, les femmes et les jeunes (environ 25 000 licenciés et 1 300 arbitres). Elle gère aussi les arbitres et des formations pour les entraîneurs. Elle possède également le stade de Murrayfield d’Édimbourg où l’équipe nationale joue presque toutes ses rencontres à domicile.

## Historique
La fédération écossaise de rugby est fondée en 1873 au soir de la troisième rencontre entre les équipes nationales d'Écosse et d'Angleterre, à l'initiative de huit clubs fondateurs : Edinburgh Academicals FC, Glasgow Academicals RFC, Merchistonian FC, Royal HSFP, West of Scotland RFC, Edinburgh University RFC, University of St Andrews RFC et Glasgow University RFC (en). Son nom officiel est alors Scottish Football Union, le rugby n’étant alors qu’un des multiples « codes » du football.
En 1886, la SFU se joint à ses homologues du pays de Galles et d’Irlande pour former l’International Rugby Football Board, qui régit toujours le rugby au niveau international.
En 1924, la fédération adopte son nom actuel de Scottish Rugby Union (SRU).
Entre 1899 et 1925, l’équipe d’Écosse joue à Inverleith, puis déménage pour Murrayfield.
Jusqu’en 1972-73, il n’y avait pas de championnat organisé, comme en France par exemple. La peur de voir la pureté du rugby à XV se dissoudre dans des affrontements toujours plus âpres et l’éthique amateur disparaître à cause d’équipes prêtes à tout faire pour gagner ou ne pas perdre, comme débaucher des joueurs d’un autre club voire les  payer, rendait les dirigeants très méfiants. Les clubs écossais participaient toutefois à un championnat officieux. Comme leurs homologues gallois et anglais, ils jouaient un nombre de matches variant d’une année sur l’autre et d’un club à l’autre, avec des affrontements traditionnels annuels, certains affrontant les meilleurs, certains ayant des calendriers plus faibles que les autres. En fin de saison, les journaux établissaient un classement difficile à comprendre et qui n’avait guère de valeur.
La fédération écossaise (Scottish Rugby Union, SRU) décida alors de réorganiser le fonctionnement de ses compétitions, devenant ainsi la première des îles Britanniques à créer un championnat officiel. À compter de la saison 1973-74, les clubs furent répartis dans six divisions avec un système de promotion et de relégation entre les niveaux. Ce nouveau plan convenait aux clubs « civils », mais les équipes représentant des clubs d’anciens élèves (de nombreux noms de clubs comportent les initiales FP, c’est-à-dire Former Pupils ou « anciens élèves »), très répandus en Écosse, durent abandonner leur mode de recrutement exclusif pour s’ouvrir eux aussi afin de demeurer compétitifs. Ceux qui résistèrent déclinèrent inexorablement.
Après le Tournoi de 1989, la Fédération envisage que l'hymne britannique God Save the Queen ne soit plus joué avant chaque match de l'équipe d'Écosse. L'hymne Flower of Scotland est alors sélectionné. Après une première interprétation contre l'équipe de France, il est à nouveau joué pour le deuxième match à domicile du Tournoi, contre l'Angleterre. Ce dernier match décisif à Murrayfield est celui qui départagerait les deux équipes pour le gain du Grand Chelem ; l'Écosse remporta d'ailleurs ce match.

## Organisation et réforme récentes
Au début des années 1990, la SRU ajoute à son calendrier une compétition à élimination directe ouverte à tous ses clubs. Après quatre éditions de la Alloa Brewery Cup ou Alloa Cup, elle lance la vraie coupe nationale en 1995, dont la première édition est remportée par Hawick.
L'autre grande réforme se produit après le passage au professionnalisme, en 1996. Comprenant que ses clubs auront du mal à exister en  Coupe d'Europe, la SRU décide de former un niveau supranational en regroupant les clubs et les joueurs à l’intérieur de quatre zones, dont sera issue une franchise professionnelle apte à être compétitive dans la compétition européenne et dans la Celtic League qui met aux prises des clubs gallois, irlandais et écossais. Cela doit aussi permettre à l'équipe nationale de puiser dans un vivier de meilleure qualité.
Comme la WRU au pays de Galles, la SRU bâtit un plan de « rugby régional » autour de quatre franchises basées sur les quatre régions traditionnelles : les Border Reivers (région des Borders, au sud), Édimbourg Rugby, Glasgow Rugby et les Caledonia Reds (nord et centre). Au bout de deux ans, les joueurs évoluent presque exclusivement au sein des franchises, même s'ils sont obligatoirement licenciés dans un club.
En 1998, de graves problèmes financiers obligent la fédération à regrouper les franchises en seulement deux équipes, Édimbourg et Glasgow. La faute notamment à une dette colossale due à la rénovation du stade de Murrayfield. Les Borders sont reformés en 2002, si bien que trois franchises écossaises ont participé aux compétitions internationales. La franchise des Borders est dissoute à la fin de la saison 2006-07.
En 2023, la SRU limite la pratique du rugby au rugby sans contact pour les femmes transsexuelles.
La fédération boucle l'exercice 2023-2024 avec un déficit de dix millions de livres. Des mesures de réduction des dépenses sont prises avec pour objectif de dégager des bénéfices à partir de la saison 2026-2027.

## Présidents
Les personnes suivantes se succèdent au poste de président de la fédération :
1. John Chiene : 1873-74
2. Albert Harvey : 1874-75
3. Benjamin Blyth II : 1875-76
4. William Hamilton Kidston : 1876-77
5. John Chiene : 1877-78
6. George Raphael Fleming : 1878-79
7. Angus Buchanan : 1879-80
8. David Watson : 1880-81
9. Alexander Petrie : 1881-82
10. William Cross : 1882-83
11. Gussie Graham : 1883-84
12. Malcolm Cross : 1884-85
13. Nat Brewis : 1885-86
14. James Stewart Carrick : 1886-87
15. William Sorley Brown : 1887-88
16. Robert Bruce Young : 1888-89
17. Andrew Ramsay Don-Wauchope : 1889-90
18. Gordon Mitchell : 1890-91
19. Thomas Ainslie : 1891-92
20. David Morton : 1892-93
21. Leslie Balfour-Melville : 1893-94
22. Bill Maclagan : 1894-96
23. Graham Findlay : 1896-97
24. Robert Rainie : 1897-98
25. John Boswell : 1898-99
26. Ian MacIntyre : 1899-1900
27. Robert MacMillan : 1900-01
28. George Neilson : 1901-02
29. Roger Davidson : 1902-03
30. Robert Greig : 1903-04
31. John Simpson : 1904-05
32. Willie Neilson : 1905-06
33. John Tulloch : 1906-07
34. Andrew Flett : 1907-08
35. David Cassels : 1908-09
36. Alexander Blair : 1909-10
37. Charles Fleming : 1910-11
38. William Andrew Walls : 1911-12
39. John Dallas : 1912-13
40. James Greenlees : 1913-14
41. Tom Scott : 1914–20
42. John Dykes : 1920-22
43. Herbert Dixon : 1922-23
44. Robert Neilson : 1923-24
45. Robert Campbell MacKenzie : 1924-25
46. Robin Welsh : 1925-26
47. James Aikman Smith : 1926-27
48. Macbeth Duncan : 1927-28
49. David McCowan : 1928-29
50. Augustus Grant-Asher : 1929-30
51. Andrew Balfour : 1930-31
52. John Sturrock : 1931-32
53. Crawford Findlay : 1932-33
54. John MacGill : 1933-34
55. Mark Coxon Morrison : 1934-35
56. William Patrick Scott : 1935-36
57. Alfred Lawrie : 1936-38
58. William Halliday Welsh : 1938-39
59. Patrick Munro : 1939-42
60. Harry Smith : 1942-47
61. Robert Scott : 1947-48
62. James Moir MacKenzie : 1948-49
63. Hamish Shaw : 1949-50
64. Jimmie Ireland : 1950-51
65. Dan Drysdale : 1951-52
66. Frank Moffat : 1952-53
67. Malcolm Allan : 1953-54
68. John Bannerman : 1954-55
69. Robert Meldrum : 1955-56
70. Max Simmers : 1956-57
71. Bob Hogg : 1957-58
72. David MacMyn : 1958-59
73. Ranald Cuthbertson : 1959-60
74. David Kerr : 1960-61
75. Robert Ledingham : 1961-62
76. Andrew Stewart : 1962-63
77. Herbert Waddell : 1963-64
78. Ross Logan : 1964-65
79. David Thom : 1965-66
80. Mark Stewart : 1966-67
81. Rae Tod : 1967-68
82. Bill Nicholson : 1968-69
83. George Crerar : 1969-70
84. Robert Wilson Shaw : 1970-71
85. Alex Brown : 1971-72
86. Alfred Wilson : 1972-73
87. Donny Innes : 1973-74
88. Charlie Drummond : 1974-75
89. John Henry Orr : 1975-76
90. Hector Monro : 1976-77
91. Frank Coutts : 1977-78
92. Lex Govan : 1978-79
93. Jimmy Ross : 1979-80
94. Cliff Wilton : 1980-81
95. Fraser MacAllister : 1981-82
96. George Thomson : 1982-83
97. Adam Robson : 1983-84
98. Hamish Kemp : 1984-85
99. George Burrell : 1985-86
100. Doug Smith : 1986-87
101. Bill Connon : 1987-88
102. Tom Pearson : 1988-89
103. Jimmy McNeil : 1989-90
104. Charlie Stewart : 1990-91
105. Gordon Masson : 1991-92
106. Robin Charters : 1992-93
107. Jock Steven : 1993-94
108. Ken Smith : 1994-95
109. Iain Todd : 1995-96
110. Fred McLeod : 1996-97
111. Charlie Ritchie : 1997-98
112. Derek Brown : 1998-99
113. Harvey Wright : 1999-2000
114. Ian Laughland : 2000-01
115. Robert Young : 2001-02
116. Alan Hosie : 2002-03
117. Bert Duffy : 2003-04
118. Gordon Dixon : 2004-05
119. Andy Irvine : 2005-07
120. George Jack : 2007-08
121. Jim Stevenson : 2008-10
122. Ian McLauchlan : 2010-12
123. Alan Lawson : 2012-13
124. Donald Macleod : 2013-14
125. Ian Rankin : 2014-15
126. Ed Crozier : 2015-16
127. Rob Flockhart : 2016-18
128. Dee Bradbury : 2018-20
129. Ian Barr : depuis 2020